# Scopula spoliata
Scopula spoliata là một loài bướm đêm trong họ Geometridae.